# Gheorghe Beldiman
Gheorghe Beldiman (n.  ? – d. noiembrie 1870) a fost un om politic român, care a îndeplinit funcția de primar al municipiului Iași în perioada 24 - ? noiembrie 1870.
| Funcții politice            | Funcții politice                 | Funcții politice                        |
| --------------------------- | -------------------------------- | --------------------------------------- |
| Predecesor: Teodor V. Tăutu | Primar al municipiului Iași 1870 | Succesor: Constantin Cristodulo-Cerchez |